# Borgonyota

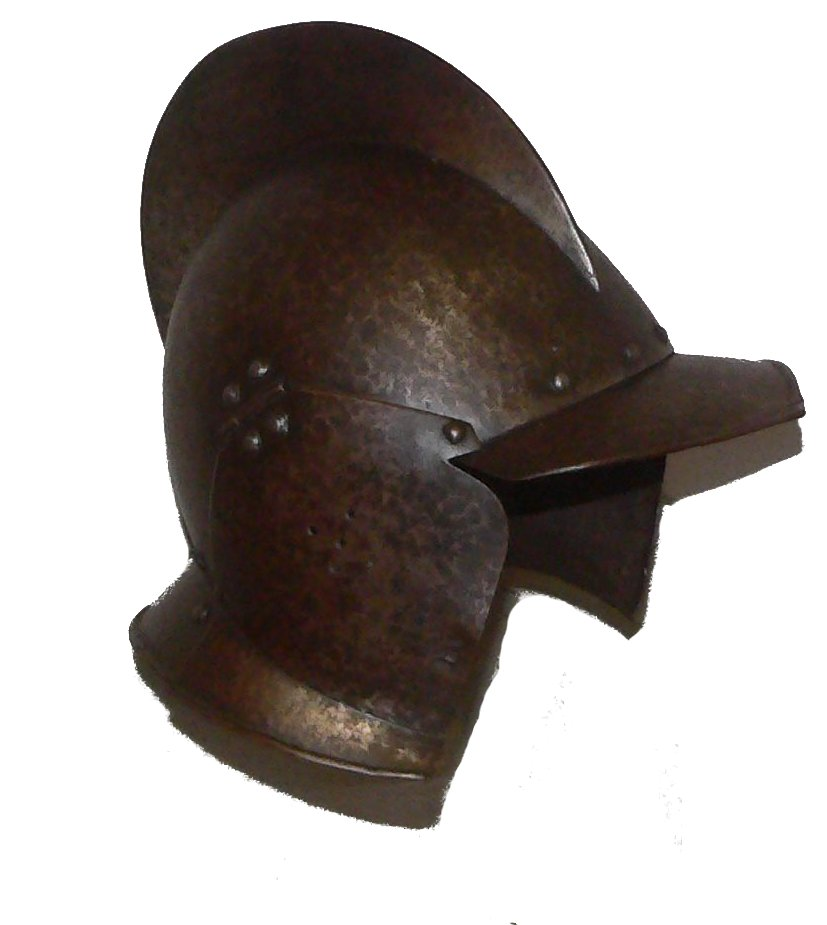
Borgonyota

Una borgonyota és un casc lleuger sense visera movible que deixava la cara descoberta com alguns cascs de l'antiguitat clàssica dels quals n'era una imitació. Tenia crestes, sobrevesta, tapa-clatell i jugulars, oferint una forma molt elegant. El seu ús correspon a l'època del Renaixement, que el gust artístic va enriquir les borgonyotes amb tota mena de meravelles. Es creu que portaven aquest nom per tenir el seu origen a Borgonya. A la península Ibèrica, es van dir al principi celades borgonyones, i posteriorment van ser substituïdes pels elegants morrions espanyols.